# عدسی

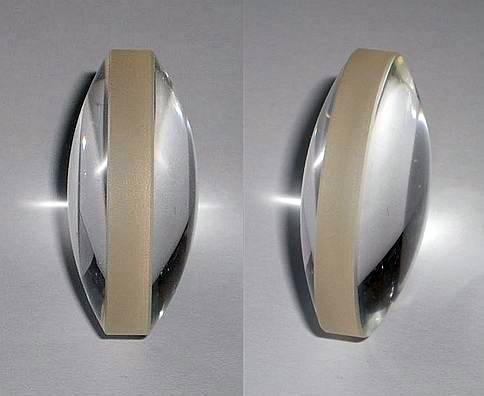
عدسی دوکوژ

جبههٔ موج و عدسی

عدسی یا لنز (به انگلیسی: Lens) از ابزارهای نوری است که نور در اثر عبور از آن می‌شکند و همگرا یا واگرا می‌شود. عدسی‌ها از ماده‌های شفاف مانند شیشه و پلاستیک ساخته می‌شوند. عینک طبی و ذره‌بین و لنز دوربین‌های عکاسی و دوربین دوچشمی همه با عدسی ساخته شده‌اند. عدسی‌ها از نظر شیوهٔ شکست نور در آن‌ها به دو دستهٔ همگرا (محدب یا کوژ) و واگرا (مقعر یا کاو) تقسیم می‌شوند. این واژه از عدس و پسوند ی ساخته شده مانند بیضی و لوزی.
یک عدسی ساده تنها از یک عنصر نوری تشکیل شده‌است. یک عدسی مرکب از یک مجموعه عدسی ساده که یک محور مشترک دارند، تشکیل شده‌است. مزیت عدسی مرکب نسبت به عدسی ساده این است که بسیاری از بیراهش‌های نوری در آن قابل رفع هستند در حالی که این کار تنها با یک عدسی ساده امکان‌پذیر نیست. کاربرد عدسی تنها به امواج نوری محدود نمی‌شود، هر ابزاری که سایر امواج الکترومغناطیسی در اثر عبور از آن بشکنند نیز عدسی خوانده می‌شود؛ به‌طور مثال، لنز پارافین برای امواج ریزموج وجود دارد.

## تاریخچه
قدیمی‌ترین عدسی، عدسی نمرود است که به ۲۷۰۰ سال قبل و دورهٔ آشوریان بر می‌گردد. از این عدسی احتمالاً برای متمرکز کردن نور خورشید برای روشن کردن آتش یا برای درشت‌نمایی استفاده می‌شده‌است. بعضی محققان استدلال می‌کنند که بر اساس شواهد باستان‌شناسی از عدسی‌ها به‌طور گسترده در عهد عتیق استفاده می‌شده‌است. به‌طور مثال صنعت‌نگاران برای انجام کارهای ظریف یا برای تصدیق کردن اثر مهر از آن‌ها استفاده می‌کرده‌اند.
اولین کسی که از عدسی استفادهٔ علمی نمود، ابن هیثم، پدر علم نورشناسی بود که در رسالهٔ خود به شرح آن پرداخته است. بعدها گالیله و کمال‌الدین فارسی و ابوریحان بیرونی به مطالعه و کاربرد آن پرداختند.

## گونه‌های عدسی از نظر کارکرد
عدسی همگرا: در عدسی همگرا پرتوهای تابش پس از شکست و گذر از عدسی، به هم نزدیک می‌شوند (یعنی همگرا می‌شوند). در عدسی‌های همگرا، لبه‌ها نازک‌تر از وسط آن است و به‌طور معمول برای کاربردهای متفاوت به شکل‌های دو کوژ، کوژ تخت و هلالی همگرا ساخته می‌شوند. این عدسی از اتّصال دو منشور که از قاعده به یکدیگر وصل شده‌اند تشبیه شده‌است. از این نوع عدسی در میکروسکوپها (تمام قسمت‌ها) تلسکوپ‌ها (برخی قسمت‌ها) و عینک افراد دوربین یا آستیگمات (ترکیب عدسی‌های محدّب با چینش مخصوص) استفاده می‌شود. این نوع عدسی، شیء را بزرگ‌تر نشان می‌دهد.
عدسی واگرا: در عدسی‌های واگرا پرتوهای تابش پس از شکست و گذر از عدسی از هم دور می‌شوند (یعنی واگرا می‌شوند). لبهٔ این عدسی‌ها پهن‌تر از وسط آن است و به شکل‌های دو کاو، کاو تخت و هلالی واگرا ساخته می‌شوند. این نوع عدسی را می‌توان به دو منشور که از زاویهٔ مقابل قاعده به یکدیگر وصل شده‌اند، تشبیه کرد. از این عدسی می‌توان به عنوان عینک برای افراد نزدیک‌بین-آستیگمات استفاده نمود. این نوع عدسی شیء را کوچک‌تر نشان می‌دهد.

## دسته‌بندی بر پایهٔ ساختار

عدسی‌ها را بر پایهٔ ساختار این‌گونه بخش‌بندی می‌کنند:
- عدسی کوژ - تخت: آنچنان عدسی است که یک طرف آن کوژ و یک طرف آن تخت است. این عدسی‌ها در تلسکوپ‌ها استفاده می‌شوند. در صورتی که از سمت تخت آن چیزی را مشاهده کنید، اشیاء کمی حالت عریض (Wide) پیدا می‌کنند (خطوط منحنی می‌شوند).
- عدسی دو کوژ: آنچنان عدسی است که هر دو طرف آن کوژ است. این عدسی در ذرّه‌بین، میکروسکوپ و تلسکوپ استفاده می‌شود. تصویر از هر دو طرف یکسان است مگر این‌که برآمدگی یک طرف از دیگری کمتر یا بیشتر باشد.
- عدسی هلالی (کوژ): آنچنان عدسی است که یک طرف آن کوژ و طرف دیگرش کاو باشد. این عدسی در عینک‌ها استفاده می‌شود و تصویر از هر طرف آن به نوعی عریض است.
- عدسی تخت - کاو: آنچنان عدسی است که یک طرف آن کاو و طرف دیگرش تخت باشد. این عدسی‌ها در برخی عینک‌های بسیار ته‌استکانی استفاده شده و تصویر از سمت تخت آن عریض و از سمت فرو رفتهٔ آن تنها کوچک می‌شود.
- عدسی دو کاو: آنچنان عدسی است که هر دو طرف آن کاو باشد. تصویر از هر دو طرف یکسان است مگر این‌که یک سمت از دیگری فرورفته‌تر یا برجسته‌تر باشد.
- عدسی هلالی (کاو): آنچنان عدسی است که یک طرف آن کوژ و طرف دیگرش کاو باشد. این عدسی در عینکها استفاده شده و تصویر از هر سمت آن به نوعی مایل است.

## تصاویر غیرواقعی
اگر ذره‌بینی را نزدیک صفحه‌ای از یک کتاب بگیرید، شکلی بزرگ‌تر از آنچه روی صفحهٔ کتاب است، می‌بینید؛ زیرا پرتوهای نور بازتاب شده از صفحهٔ کتاب، پس از عبور از عدسی از هم دور می‌شوند. پرتوهای نوری که از اجسام دور می‌آیند، پس از عبور از ذره‌بین به هم نزدیک می‌شوند. اگر محیط به قدر کافی تاریک باشد، می‌توان این پرتوها را روی یک صفحهٔ کاغذ دید. اگر کاغذ در فاصلهٔ مناسبی از عدسی گرفته شود، آن‌ها تصویری متمرکز می‌سازند.

## دستگاه‌های نوری دارای عدسی
بیشتر دستگاه‌های نوری شامل دو گونه عدسی هستند که یکی را که نور، نخست بر آن می‌تابد و در ورودی دستگاه کار گذاشته می‌شود عدسی شیئی و دومی را که در خروجی دستگاه قرار دارد و نور از آن خارج می‌شود عدسی چشمی گویند. از جمله این دستگاه‌ها میکروسکوپ نوری، میکروسکوپ پلاریزان، دوربین‌های دوچشمی، دوربین‌های عکاسی، انواع عینک‌ها و… را می‌توان نام برد.

## عدسی چشم
عدسی چشم، یک عدسی همگرای دو کوژ بزرگ است که از ماده‌ای ژله‌مانند، انعطاف‌پذیر و شفاف ساخته شده‌است. ضریب شکست عدسی چشم تقریباً ۱٫۴۱۳ است. این عدسی با خم کردن پرتوهای نور، آن‌ها را در پشت چشم متمرکز می‌سازد. ماهیچه‌های چشم هنگامی که اجسام دور را می‌بینیم، عدسی‌ها را می‌کشند و تخت‌تر (نازک‌تر) می‌کنند. هنگام دیدن اجسام نزدیک هم، عدسی‌ها را ضخیم‌تر می‌کنند.

## فرمول عدسی‌ها
این فرمولها برای محاسبهٔ فواصل مختلف به‌کار برده می‌شوند:
۱- نسبت یک به روی p به‌علاوهٔ نسبت یک به روی q مساوی است با نسبت یک به روی F (معکوس p + معکوس q = معکوس F) که در اینجا P فاصلهٔ شیء تا عدسی و q فاصلهٔ تصویر تا عدسی است و F فاصلهٔ کانونی است. در عدسی‌های واگرا علامت F منفی و در عدسی‌های همگرا علامت F مثبت است.
۲- {\displaystyle F=r/2} یا بر عکس آن {\displaystyle r=2*F} توجه کنید r شعاع عدسی هم است.
۳- فرمول بزرگنمایی خطی آینه m برابر است با نسبت 'A'B به AB و مساوی است با q به روی 
M = بزرگنمایی خطی (میزان چند برابر شدن تصویر)
AB = طول شیء و 'A'B = طول تصویر
در همهٔ فرمول‌ها همهٔ واحدها باید از یک نوع باشند؛ مثلاً همهٔ موارد بر حسب سانتی‌متر باشند.

## توان عدسی
توان عدسی برابر است با حاصل تقسیم عدد یک بر روی فاصلهٔ کانونی (بر حسب متر) و واحد توان عدسی دیوپتر است. توان عدسی برای عدسی‌های همگرا مثبت و برای عدسی‌های واگرا منفی در نظر گرفته می‌شود.